# Sylvester Weaver
Sylvester Weaver (Los Angeles, 21 de dezembro de 1908 - Santa Bárbara, 15 de março de 2002) foi um produtor executivo de televisão estadunidense. Ele é mais conhecido como o criador dos programas Today e The Tonight Show na NBC, na qual trabalhou de 1949 a 1956, quando renunciou ao cargo de presidente.
Ele é pai da atriz Sigourney Weaver.